# Уильям Фиц-Алан II
Уильям Фиц-Алан (англ. William FitzAlan, 1st Lord of Oswestry and Clun; 1154—1210) — английский рыцарь нормандского происхождения, лорд Клан и Освестри, шериф Шропшира.
Сын Уильяма Фиц-Алана и Изабеллы де Сей, двоюродный брат Алана Фиц-Уолтера, 2-го лорда-стюарда Шотландии.
Женат на неизвестной по имени дочери лорда Хью де Ласи из Ладлоу и его жены Рохезы. Дети от этого брака:
- Уильям Фицалан III[англ.] (?—ок. 1216), лорд Клан и Освестри
- Джон Фицалан (?—1240), лорд Клан и Освестри